# Potjevleesch
Viande en terrine, pot'je vleesch

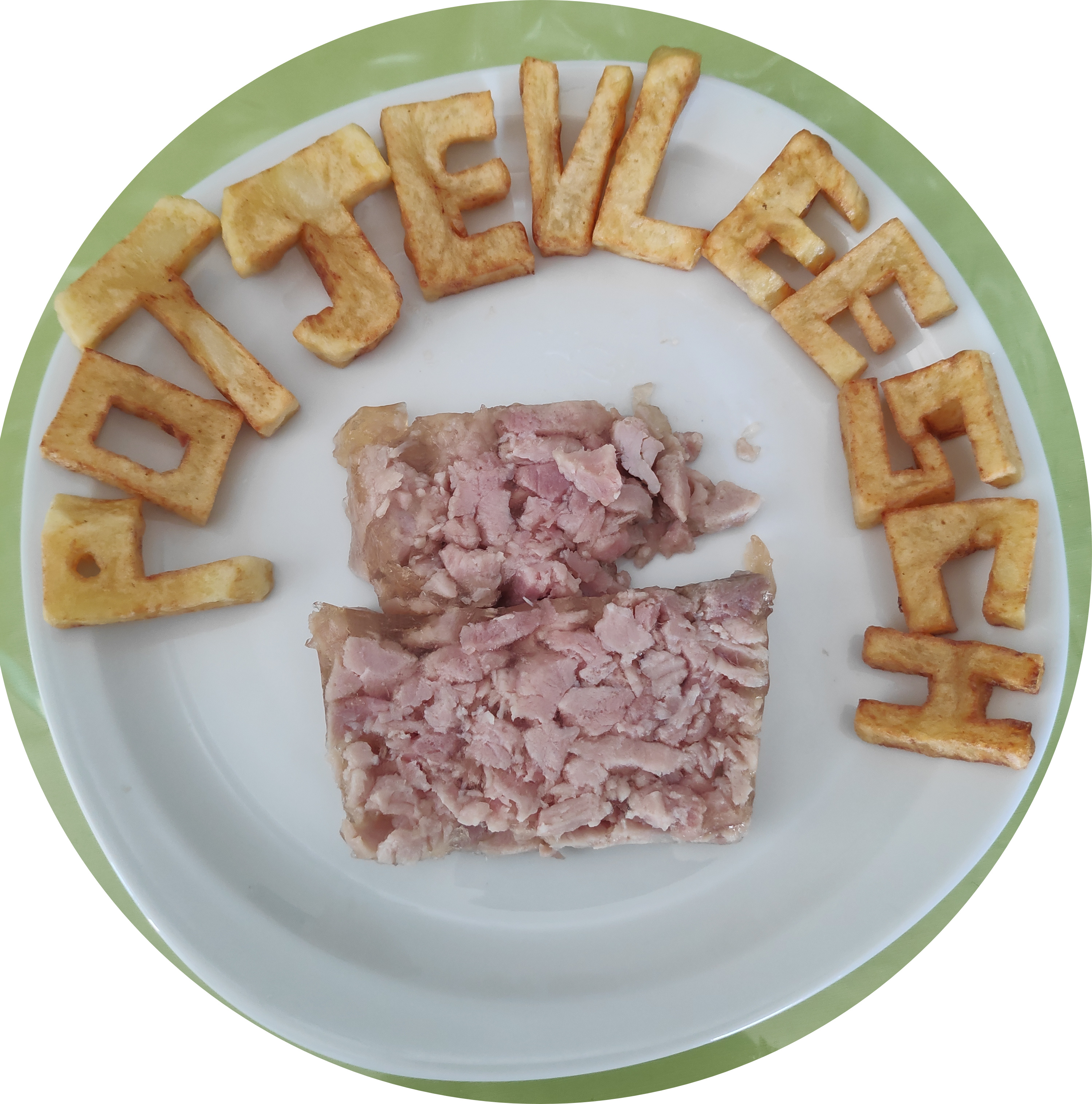
Potjevleesch avec des frites coupées en lettres.

Le potjevleesch (ou potjevlees, pot'je vleesch, potjevleisch, selon certaines orthographes), prononcé [pɔtʃvlɛʃ ] ou [pɔtʃəvlɛʃ ], est un plat flamand. Ce nom signifie « viande en petit pot (c'est-à-dire : en terrine) » (pot signifie « pot », -je est un suffixe diminutif et vlees, ou anciennement vleesch, signifie « viande » en néerlandais). Il est parfois abrégé à l'oral en « potch' » en Flandre française.
L'origine de ce plat est contestée : il serait né dans le Westhoek au Moyen Âge, mais certains situent plus précisément son origine dans la région dunkerquoise.
Il s'agit de morceaux de viande de poule, lapin, porc et veau consommés froids et pris dans de la gelée culinaire légèrement vinaigrée.
Le potjevleesch traditionnel est servi non désossé, il est généralement accompagné de frites (ce qui fait fondre la gelée), ou de manière traditionnelle avec des pommes dunkerquoises (pommes de terre épluchées coupées en deux, ou en quatre, mi-cuites à l'eau puis terminées en friture).

## Histoire
Le potjevleesch était préparé l'hiver, par les fermières du Westhoek, à partir des produits maison. On utilisait les morceaux nobles, et non les bas morceaux comme on le croit généralement. Le contenu des chaudrons était réparti en terrines de grès, et conservé en un lieu frais.
La base de vin, de vinaigre et la teneur en épices de ce confit en assurait la conservation, alors qu'on utilisait partout en Europe principalement le salage, le fumage ou la graisse animale pour cela. Ce type de conservation tenait au fait que la terrine se mangeait froide et était destinée à nourrir les moissonneurs sur place.
Une légende place à Dunkerque la naissance du potjevleesch : les marins, très pauvres, ne pouvaient consommer comme viande que la volaille élevée dans leurs jardinets et les lapins chassés dans les dunes. Confite avec du porc, cette terrine de viande était proposée pour les grandes occasions familiales.
On trouve dans le Viandier, manuscrit sur parchemin conservé à la bibliothèque cantonale du Valais, des recettes culinaires attribuées à Guillaume Tirel, dit Taillevent, « escuyer de l'ostel de Monseigneur le Dauphin de Viennois » (milieu du XIVe siècle). Avec l'imprimerie, il sera souvent réédité jusqu'en 1604, et diffusé auprès des grandes hôtelleries.
On trouve dans ce Viandier la recette du ketelvleesch (« viande en marmite »), que l'on disposait après cuisson en petits pots, et qui devenait donc potjevleesch (« petit pot de viande ») :

« Pour gelée, prenés gigotz ou piez de veau ce que pourrés finer, et les menes bouillir en vin blanc et du grain qui y appartient. Après quand les gigotz ou piez seront comme demys cuitz, prenés cochons par pièces, et poussins par moytiers, et bien nectoyés, et lavés, et jeunes lappereaux, qui en pourra finer. Puis prenés gingembre et graien, ung peu mastis, et foyson saffran et vin aigre par raison. Et quand le grain sera cuit, vous prendrés le boullon, et le mettés en ung pot sur le feu de charbon. Se la gelée est trop grasse, prenés aulbins eufz et les mettés au bouillon, quant il voudra bouillir, et, quand il bouldra, aés taille toute preste pour le faire couler ; tandis qu'elle coulera, vous mettrés le grain en platz, c’est-à-dire le cochon, le laperau et la poulaille, et puis quand le grain sera mys en platz, vous les méttés en une cave, et getterés le boullon sur le grain en chescun plat. »